# Persepolia secunda
Persepolia secunda är en insektsart som beskrevs av Dlabola 1981. Persepolia secunda ingår i släktet Persepolia och familjen Flatidae. Inga underarter finns listade i Catalogue of Life.